# Atuàtucs
Els atuàtucs o aduàtucs (llati Atuatuci o Aduatuci) foren un poble germànic de la Gàl·lia Belga, veïns del eburons i dels nervis, originats en els sis mil cimbres i teutons que van deixar la resta del grup durant la marxa a Itàlia. La seva zona era la regió entre el Rin, el Mose, el bosc Charbonnière i el Massís de les Ardenes.

## Etimologia
Culturalment, els atuàtucs eren celtes, per bé que Juli Cèsar diu que eren d'origen germànic, de manera similar als seus veïns nervis, condruses, pemans i eburons. El seu nom podria ser descompost en ad-uātu-cā (« lloc on es profetitza », de uati, endeví). El lingüista francès Xavier Delamarre hi coincideix i suggereix que Aduatuca s'hauria de descompondre en aduatu- ca, on la part central duria a l'arrel celta « vati » (endeví) o « vatu » (profeta, cf. vat). Sota aquesta hipòtesi, Aduatuca voldria dir « l'indret on es practica l'endevinació » i els aduàtucs serien « aquells qui consulten o veneren l'endeví ».
A banda d'aquesta explicació s'ha proposat també adu-ātu-cā, on adu és "aigua". En tots els supòsits, doncs, el nom és d'origen celta.

## Història
El 57 aC els romans van derrotar la confederació de tribus belgues a la batalla del Sabis. Els atuàtucs, arribats tard en ajut dels nervis, es van refugiar a la seva oppida (que segurament era a Gembloux) i foren delmats pels romans, capturant i venen com esclaus uns 53.000 homes; el poble dels eburons, que era tributari dels atuàtucs, fou alliberat. Els atuàtucs es van revoltar altre cop el 54 aC junt als eburons i nervis, i el seu territori fou assolat per Cèsar; l'oppidum d'Aduatuca fou ocupat per una legió; el 53 aC la legió fou atacada per grups germànics.
Després de la victòria a la batalla del Jeker el 54 aC, Ambiòrix dels eburons va aconseguir el seu suport, amb el dels nervis, ceutrons, grudis, levacs, pleumoxis i geidunni, per assetjar el campament de Quint Tul·li Ciceró i la seva legió a l'oppidum de Namur, però foren derrotats pels romans. El seu assentament fou a l'actual Brabant del sud. La seva fortalesa fou conquerida per Juli Cèsar i els atuàtucs que no van morir foren venuts com esclaus.